# 伊號第三十一潛艦

伊号第三一潜水舰是大日本帝国海軍伊一五型潜水舰的十二号舰。横须贺海军工厂で建造された。竣工は1942年(昭和17年)5月30日。

## 概述
以楚克岛作为根据地，在南太平洋进行作战行动，对瓜达尔卡纳尔岛进行运输任务。1943年进入千島列島以幌筵島作为停靠港，对阿留申群岛执行运输任务。然而作为军舰，并未对美国船只进行过成功地攻击。1943年5月13日，完成輸送任務离开基斯卡岛后，在阿图岛海域遭到美军驱逐舰「爱德华号(Edwards)」以及「ファラガット(Farragut)」深水炸弹攻击以及炮击而沉没。同年8月1日，确认战沉并除籍。

## 舰历
- 1942年5月30日 在横须贺海军工厂竣工，船籍编入吴镇守府。被编入第六舰队第一潜水中队第十五潜水队
  - 8月30日 到达楚克
  - 9月6日 从楚克出发前往所罗门瓜达尔卡纳尔岛海域执行巡逻任务
  - 11月25日 从肖特兰出发前往瓜达尔卡纳尔岛执行运输补给任务
- 1943年1月13日 回到吴港进行大修
  - 5月14日 确认沉没
  - 8月1日 除籍